# Al-Tulaysiyah al-Janubiyah
Al-Tulaysiyah al-Janubiyah (tiếng Ả Rập: الطليسية الجنوبية) là một ngôi làng Syria nằm trong phó huyện Hirbnafsah ở huyện Hama. Theo Cục Thống kê Trung ương Syria (CBS), al-Tulaysiyah al-Janubiyah có dân số 563 trong cuộc điều tra dân số năm 2004.